# Оуэнс, Джесси
Джеймс Кливленд (Джесси) Оуэнс (англ. James Cleveland «Jesse» Owens; 12 сентября 1913, Оквилл, Алабама — 31 марта 1980, Тусон, Аризона) — американский легкоатлет, специализировавшийся на спринтерском беге и прыжках в длину.
На Олимпийских играх 1936 года стал четырёхкратным олимпийским чемпионом, выиграв дистанции 100 и 200 метров, эстафету 4×100 метров (с мировым рекордом) и прыжки в длину. Впоследствии это достижение смог повторить только Карл Льюис на Играх 1984 года.

## Биография
Джеймс Кливленд Оуэнс (англ. James Cleveland Owens) родился в семье Генри Кливленда Оуэнса и Мэри Эммы Фицжеральд и был младшим из 10 детей: семерых братьев и трёх сестёр. Когда ему было 9 лет, из-за расовой сегрегации семья была вынуждена переехать в Кливленд (штат Огайо). Его новый школьный учитель, чтобы вызвать его к доске, прибегал к сокращению «J. C.», но благодаря сильному южному акценту, получалось «Джесси» (англ. Jesse) Прозвище впоследствии перешло в официальное имя.
Подростком перепробовал много профессий: работал поставщиком в бакалейную лавку, грузчиком, открыл мастерскую по ремонту обуви.
Со своей будущей женой Минни Рут Соломон познакомился ещё в средней школе Фармунт, что в Кливленде, когда ему было 15 лет, а ей — 13 лет. Первая их дочь Глория родилась в 1932 году. Оуэнс и Соломон поженились в 1935 году; в браке у них родились ещё две дочери: Марлен (1939) и Беверли (1940). Брак этот продолжался до самой смерти атлета.
Несмотря на триумфальное выступление на Берлинской олимпиаде, после возвращения в Америку Оуэнс вновь столкнулся с финансовыми невзгодами и расовой дискриминацией. Последующие годы сказались сериями неудач. В 23 года был вынужден оставить университет. Чтобы заработать на хлеб и прокормить свою многочисленную семью, Оуэнс без разбора соглашался на самые разнообразные предложения: бег против скаковых лошадей, охотничьих собак и даже кенгуру. Начал несколько коммерческих предприятий, но к началу 1960-х был на грани финансовой катастрофы.
Оставив большой спорт, Оуэнс активно включился в общественную жизнь, занимался социальными вопросами и работал с молодёжью. Хотя в рядах Республиканской партии были политики — противники расового равноправия, он вступил в неё и поддержал на президентских выборах 1936 года Альфа Лэндона против Франклина Рузвельта.
В 1956 году был обвинён и, после расследования ФБР, оправдан по обвинению в связях с коммунистами.
Заслуги Оуэнса на родине были оценены только после Второй мировой войны. В 1951 году вместе со своим грозным соперником по Берлину Меткалфом участвовал в благотворительных соревнованиях в поддержку Детского клуба. Джесси выиграл бег на 100 ярдов (9,8 с) и прыжки в длину (7,65 м). В начале 1950-х годов он стал официальным посланником американского президента на Олимпийских играх 1956 года в Мельбурне. Осенью 1955 года Оуэнс побывал в Индии, Пакистане, Сингапуре, куда его приглашали местные организации. Он рассказывал о своих спортивных успехах, делился опытом тренировок, проводил практические занятия.
В 1972 году получил титул почётного доктора наук от Государственного университета штата Огайо. В 1974 году был включён в Зал славы лёгкой атлетики США. В 1976 году президент Джеральд Форд наградил Джесси Оуэнса медалью Свободы, а в 1979 году президент Джимми Картер назвал атлета живой легендой США.
В течение 35 лет выкуривал по пачке сигарет в день. В декабре 1979 года у Оуэнса был диагностирован рак лёгкого в агрессивной форме. Неоперабельную опухоль с января 1980 начали лечить химио- и радиотерапией. Скончался 31 марта 1980 года в Тусоне, штат Аризона. Похоронен на кладбище «Оквудc» в Чикаго.

## Спортивная карьера
25 мая 1935 года он в течение 45 минут установил 6 мировых рекордов:
- бег на 100 ярдов — 9,4 (повторение);
- бег на 220 ярдов — 20,3 — и по ходу в беге на 200 метров;
- бег на 220 ярдов с барьерами — 22,6 — и по ходу на 200 метров с барьерами;
- прыжки в длину — 8,13 м — впервые преодолел рубеж 8 м; рекорд продержался 25 лет и был улучшен в 1960 году Ральфом Бостоном.

### Олимпийские игры 1936
Самым известным мифом этой олимпиады является история о Джесси Оуэнсе, чернокожем американском спортсмене-легкоатлете. Считается, что Джесси Оуэнс несколько омрачил Гитлеру праздник, взяв 4 золотых медали: в забегах на 100 и 200 метров, в прыжках в длину и, совместно со всей американской командой, в эстафете 4×100 м. По легенде, впечатляющее выступление американских чернокожих спортсменов, особенно Оуэнса, настолько разозлило Гитлера, что он отказался пожать руку Оуэнсу после победы последнего на стометровке.
Эта выдуманная история широко распространялась в то время, чтобы показать, что олимпийский дух одержал победу над нацистским расизмом. На самом деле ещё задолго до того, как Оуэнс вышел на дорожку, президент Олимпийского комитета Анри де Байе-Латур попросил Гитлера перестать поздравлять победителей на стадионе, что он постоянно делал, если он не готов обменяться рукопожатием с каждым, кто выиграл соревнования. Опасаясь того, что Оуэнс может оказаться одним из этих победителей, и преисполненный решимости никогда не пожимать руку чернокожему, Гитлер прекратил приглашать спортсменов в свою ложу для публичного поздравления. 
Сам Оуэнс уверял, что Гитлер, которого он называл «человеком достоинства», дружески ему помахал. По свидетельству Оуэнса, оскорбил его отнюдь не фюрер, а собственный президент Франклин Рузвельт, не удостоивший победителя поздравительной телеграммы.

## Оуэнс в филателии
- 25 марта 1969 года почта Монголии выпустила серию почтовых марок (№ 520—527 + почтовый блок № 120). На марке № 521 номиналом 10 мунгу изображён Джесси Оуэнс.
- В 1969 году марку с изображением Джесси Оуэнса выпустил эмират Шарджа.
- В 1971 году марку с изображением Джесси Оуэнса выпустил эмират Аджман.

- Марка эмирата Шарджа, 1969.

## Память
- 19 февраля 2016 года был выпущен в прокат художественный фильм «Сила воли» о Джесси Оуэнсе и Играх 1936 года. Роль Оуэнса сыграл Стефан Джеймс.